# Балансировка двигателя
Балансировка двигателя — операция, предназначенная для снижения вибрации и других нагрузок на компоненты двигателя, а также увеличения производительности, ресурса и надежности всей силовой установки.
Вышеуказанные преимущества возможны благодаря:
- облегчённому маховику;
- уменьшенному износу;
- возможности уменьшить размер и массу других компонентов двигателя;
- уменьшенным вибрациям;
- увеличения мощности за счёт:
  - повышенных оборотов вследствие уменьшенных масс;
  - равномерной загрузки движущихся частей.

Одноцилиндровые и многоцилиндровые двигатели могут быть сбалансированы несколькими методами.

## Первичная и вторичная балансировка
Исторически проектировщики двигателей использовали термины «первичная балансировка» и «вторичная балансировка». Эти термины связаны с порядком возникновения проблем в процессе разработки, и потому в какой-то степени отражают важность этих аспектов в балансировке.
Определения первичной и вторичной балансировок разнятся. В общем случае первичная балансировка связана с компенсированием момента движущихся поршней (но не их кинетической энергии) во время оборота коленвала. Вторичная балансировка связана с компенсированием (или отсутствием таковой):
- кинетической энергии поршней;
- несинусоидального движения поршней (иногда является частью первичной балансировки);
- поперечного движения коленвала и балансирного вала;
- различных паразитных качаний (моментов инерции), создаваемых балансируемыми массами, как например нежелательный сдвиг противоположных цилиндров в оппозитном двигателе, создаваемые конфигурацией коленвала.

Несмотря на утверждения конструкторов и производителей, ни одна конфигурация поршней не является идеально сбалансированной. Подгоняя некоторые определения первичной и вторичной балансировок, можно утверждать, что некоторые конфигурации являются идеально сбалансированными в ограниченных рамках. Так, «рядная шестёрка», V12 и crossplane V8 (то есть V8 с углом развала 90 градусов, кривошипы которого лежат в двух взаимно перпендикулярных плоскостях) отлично сбалансированы по своей природе, а оппозитный двигатель имеет идеальную первичную балансировку, так как движение одной части компенсируется движением противоположной.

## Одноцилиндровые двигатели
Одноцилиндровый двигатель порождает три вида вибраций (предполагается, что цилиндр расположен вертикально).
Во-первых, без балансирующих противовесов в двигателе будут присутствовать значительные вибрации, порождённые изменением направления движения поршня и шатуна за каждый оборот. Это порождает силу инерции I порядка, которая вызывает вертикальную вибрацию с частотой, равной частоте вращения коленвала. Практически все одноцилиндровые двигатели снабжены балансирующими массами на коленвале для уменьшения этой вибрации.
Хотя эти балансиры устраняют вибрации на коленвале, они не могут полностью сбалансировать движение поршня по двум причинам. Первая причина состоит в том, что балансиры двигаются как по вертикали, так и по горизонтали, поэтому компенсирование вертикального движения поршня массой коленвала порождает горизонтальные вибрации. Массу балансиров подбирают таким образом, чтобы уменьшить вертикальную силу инерции I порядка в два раза, при этом вертикальная и горизонтальная силы инерции становятся равными по величине и, складываясь, образуют круговую силу инерции, вектор которой вращается в сторону, противоположную вращению коленвала. Вторая причина относится к движению шатуна, который из-за конструкции заставляет поршень двигаться в верхней половине цилиндра быстрее, чем в нижней. Это порождает вертикальную силу инерции II порядка, которая вызывает вибрацию с удвоенной частотой вращения коленвала. Поэтому синусоидальное движение коленвала не может полностью скомпенсировать движение поршня. Полностью круговую силу 1-го порядка можно уравновесить двумя балансирующими валами, которые должны располагаться симметрично по бокам коленвала и вращаться в направлении, противоположном направлению вращения коленвала. Противовесы этих валов должны быть одинаковыми и ориентированы так, чтобы создавать такую же по величине круговую силу инерции, но в противоположном направлении. Вертикальную силу инерции 2-го порядка можно уравновесить двумя балансирующими валами, расположенными симметрично по бокам двигателя и вращающимися в противоположные друг относительно друга стороны в два раза быстрее коленвала. Балансирующие массы этих валов также должны быть одинаковыми и ориентированы так, чтобы создавать уравновешивающую вертикальную силу инерции в противоположном направлении. Однако это ведёт к значительному усложнению двигателя, поэтому, как правило, силу 2-го порядка оставляют неуравновешенной, к тому же она значительно меньше силы инерции 1-го порядка.
Во-вторых, существуют вибрации, порожденные изменением в скорости и кинетической энергии поршня. Так, коленвал будет замедляться, когда поршень ускоряется и поглощает энергию, и будет ускоряться, когда поршень замедляется и отдаёт энергию в верхней и нижней точке. Эта вибрация имеет удвоенную частоту по сравнению с частотой вращения коленвала, и её поглощение —- задача маховика.
Третий тип вибраций происходит из-за того, что двигатель отдаёт мощность только во время рабочего хода. В четырёхтактном цикле эта вибрация будет на половине частоты вибраций I порядка, так как горючая смесь сгорает каждый второй оборот коленвала. Поглощение этого типа вибраций — тоже задача маховика.

## Двухцилиндровые двигатели
Пара цилиндров может располагаться в следующих конфигурациях:
- В ряд
- Под углом
- Противоположно друг к другу (оппозитно)

Каждый из этих вариантов имеет как преимущества, так и недостатки с точки зрения баланса.
Два цилиндра, расположенных в ряд, могут иметь простой, одноколенчатый вал, с синхронным достижением верхней мертвой точки. Для четырёхтактного двигателя это дает самую выгодную последовательность вспышек - один цилиндр за оборот, но наихудшую механическую балансировку, не лучше чем у одноцилиндрового двигателя. Поэтому в данной конфигурации часто применяют балансирующие валы, компенсирующие силу инерции 1-го порядка. Иногда для «рядных двоек» используется двухколенчатый вал с определенным углом между коленами (до 180°), за счет чего поршни достигают верхней мертвой точки в разное время, что улучшает баланс (уменьшаются неуравновешенные силы инерции 1-го и 2-го порядка, однако растут моменты от данных сил, стремящиеся повернуть двигатель вокруг оси, проходящей через середину коленвала), однако не обеспечивает равномерное чередование вспышек. В двухтактном двигателе равномерная последовательность зажигания обеспечивается при угле между коленами 180°, поэтому применяется только такая конфигурация, которая к тому же обеспечивает наилучший баланс (сила инерции 1-го порядка полностью уравновешена, однако присутствует момент от сил инерции 1-го порядка, а также сила инерции 2-го порядка). Момент 1-го порядка можно устранить одним балансирующим валом, вращающимся в противоположную сторону по отношению к коленвалу и создающим уравновешивающий момент инерции в противоположном направлении (при условии, что силы инерции 1-го порядка поршней и верхних частей шатунов, складываясь с силами, создаваемыми балансирами коленвала, образуют круговой момент инерции).
Двухцилиндровый V-образный двигатель, как правило, применяется только в четырёхтактном варианте, так как необходимость в применении разделённых кривошипных камер в двухтактном двигателе не позволяет разместить кривошипы близко друг к другу, что сводит на нет преимущества V-образной компоновки двухцилиндрового двигателя. В данном варианте силу инерции 1-го порядка можно полностью уравновесить, если угол между кривошипами равен разности между удвоенным углом развала цилиндров и 180°, при этом шатуны скрещиваются, когда кривошипы находятся вверху, если угол развала менее 90°, либо внизу, если более 90°. Вспышки в цилиндрах чередуются неравномерно, при увеличении угла развала эта неравномерность уменьшается. Если угол развала 90°, то цилиндры имеют один общий кривошип, при этом вспышки чередуются через 270 и 450° по углу поворота коленвала. При других углах развала требуются отдельные кривошипы, хотя встречаются двигатели и с общим кривошипом, у них силу 1-го порядка можно полностью скомпенсировать только дополнительными балансирующими валами, а неравномерность чередования вспышек наоборот возрастает при увеличении угла развала, поэтому применяется угол развала менее 90°. Также кривошипы могут быть расположены под углом, равным углу развала таким образом, что поршни синхронно достигают верхней мёртвой точки, таким образом обеспечивается равномерное чередование вспышек. Сила 1-го порядка уравновешивается аналогично, балансирующими валами. Сила инерции 2-го порядка у V-образного двухцилиндрового двигателя уменьшается при увеличении угла развала цилиндров. Кроме того, имеются небольшие моменты от сил инерции 1-го и 2-го порядка, вызванные сдвигом цилиндров друг относительно друга вдоль оси коленвала (если таковой имеется).
Оппозитный двухцилиндровый двигатель можно представить как частный случай V-образного двухцилиндрового двигателя с углом развала 180°. Угол между кривошипами также равен 180°. При этом вспышки в цилиндрах в четырёхтактном варианте чередуются равномерно, а в двухтактном происходят одновременно в обоих цилиндрах (что не требует разделения кривошипных камер). Силы инерции 1-го и 2-го порядка взаимно уравновешиваются, но присутствуют небольшие моменты от этих сил из-за сдвига цилиндров.

## Трёхцилиндровые двигатели
Цилиндры могут располагаться в следующих конфигурациях:
- В ряд
- Под углом (V-образно)

В рядном трёхцилиндровом двигателе наилучший баланс получается при расположении кривошипов под углом 120°, Силы инерции 1-го и 2-го порядка взаимно компенсируются, но проявляются моменты этих сил из-за того, что цилиндры смещены друг относительно друга вдоль коленвала. Уравновесить момент 1-го порядка можно дополнительным балансирующим валом, вращающимся со скоростью коленвала в противоположную сторону. Для уравновешивания момента 2-го порядка нужны два балансирующих вала, расположенные симметрично по бокам двигателя и вращающиеся в противоположные друг от друга стороны в два раза быстрее коленвала. Однако это ведёт к значительному усложнению двигателя, поэтому не применяется (тем более что данный момент инерции незначителен). Аналогично уравновешиваются любые рядные двигатели с нечётным числом цилиндров (при числе цилиндров более двух), при этом неуравновешенные моменты уменьшаются при увеличении числа цилиндров, в ряде случаев уже у пятицилиндрового двигателя можно обойтись без балансирующих валов.
Трёхцилиндровый V-образный двигатель применяется очень редко. В такой конфигурации вспышки чередуются неравномерно, средний цилиндр как правило повёрнут на угол 90° относительно двух крайних. При этом все кривошипы направлены в одну сторону, а массы поршня и верхней части шатуна среднего цилиндра в два раза больше, чем у крайних. Только так можно полностью скомпенсировать неуравновешенные силы 1-го порядка, подобрав массу противовесов на коленвале.

## Другие конфигурации
Другие конфигурации с различным числом цилиндров и их расположением можно представить как комбинацию вышеперечисленных конфигураций, при этом силы и моменты инерции складываются. Например, рядный четырёхцилиндровый двигатель можно представить как комбинацию двух рядных двухцилиндровых двигателей. При этом, например в четырёхтактном варианте наиболее выгодна конфигурация, когда две рядные двойки представляют собой зеркальные копии друг друга (вместе с положением кривошипов) относительно плоскости, перпендикулярной коленвалу и проходящей через его середину, при этом кривошипы у каждой двойки развёрнуты на угол 180°. Это позволяет взаимно компенсировать моменты 1-го порядка этих двоек, а также обеспечивает равномерное чередование вспышек. Однако силы инерции 2-го порядка складываются, так как действуют в одном направлении, поэтому при большом рабочем объёме (более 2л) часто применяются балансирующие валы. V-образный шестицилиндровый двигатель можно представить как два рядных трёхцилиндрового двигателя, или как три V-образных двухцилиндровых. Силы инерции отдельных V-образных двоек, либо рядных троек действуют в разных направлениях, поэтому, складываясь, вызывают моменты инерции двигателя. При этом момент 1-го порядка можно уравновесить противовесами на крайних щёках коленвала вместе с балансирующим валом. В ряде случаев (например, когда каждая двойка имеет общий кривошип при угле развала 90°, либо кривошипы разведены на угол 60° при 60-градусном развале) балансирующий вал не требуется.